# T. J. Stiles

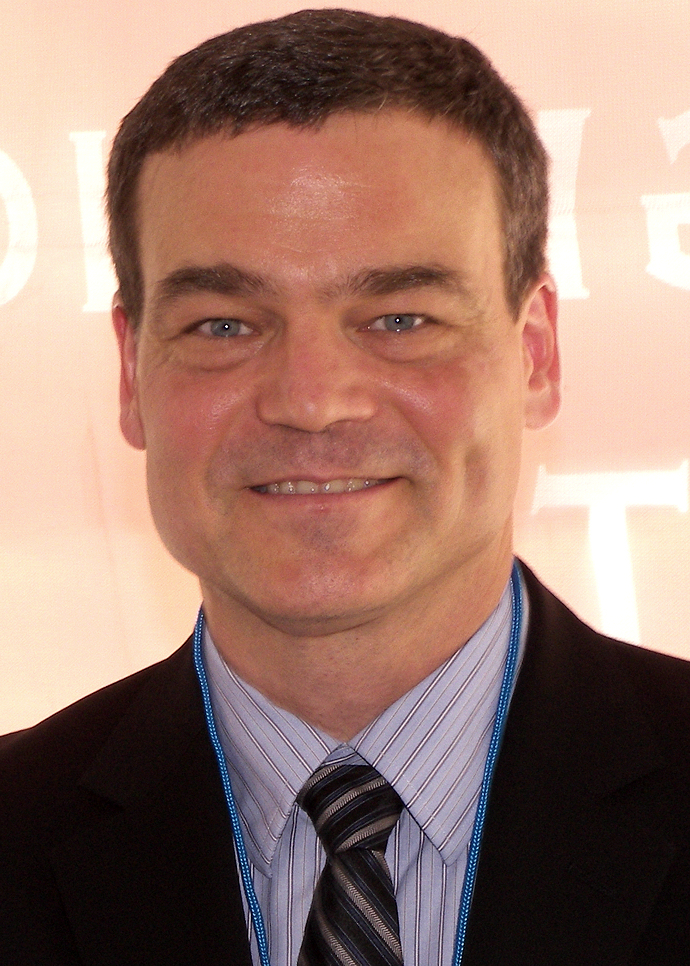
T. J. Stiles (2010)

T. J. Stiles (* 29. Juli 1964 in Foley, Minnesota) ist ein US-amerikanischer Schriftsteller und mehrfacher Gewinner des Pulitzer-Preises.

## Leben
Stiles wuchs in seinem Geburtsort in Minnesota auf, wo sein Vater einer der beiden örtlichen Ärzte war und daneben als Gerichtsmediziner von Benton County arbeitete. T. J. Stiles selbst besuchte das Carleton College in Northfield, Minnesota, und machte dort seinen Abschluss in Geschichte mit Auszeichnung. Anschließend studierte er mit einem Stipendium Europäische Geschichte an der Graduate School der Columbia University in New York City. Hier erhielt er einen Master of Arts und einen Master of Philosophy.
Stiles entschied sich gegen eine akademische Karriere und wurde stattdessen im Verlag Oxford University Press tätig. Hier hatte er Gelegenheit, sein geschichtliches Interesse weiter zu vertiefen. Des Weiteren begann er erste schriftstellerische Versuche, schrieb Artikel für das Smithsonian Institution und Kommentare für die Denver Post und die Los Angeles Times. Im Laufe der Zeit begann er sich für die Geschichte der Vereinigten Staaten des 19. Jahrhunderts, insbesondere die des Sezessionskriegs, zu interessieren. Dies resultierte 2002 in der Veröffentlichungen seines ersten Buches Jesse James: Last Rebel of the Civil War, eine Biografie über Jesse James. Das Buch erhielt 2003 unter anderem den Ambassador Book Award der English Speaking Union.
Stiles begann nun an einer Biografie über den Unternehmer Cornelius Vanderbilt zu arbeiten. Von 2004 bis 2005 war er Gilder Lehrman Fellow in amerikanischer Geschichte am Dorothy and Lewis B. Cullman Center for Scholars and Writers der New York Public Library. 2009 erfolgte die Veröffentlichung von The First Tycoon: The Epic Life of Cornelius Vanderbilt. Noch im selben Jahr erhielt das Buch den National Book Award in der Kategorie „Sachbuch“ sowie 2010 den Pulitzer-Preis für Biographie oder Autobiographie.
Stiles lebte von 1986 bis 2006 in New York City. Hier lernte er auch seine spätere Frau kennen. Im Sommer 2006 zogen die beiden nach Kalifornien und heirateten im Juli desselben Jahres. 2007 ließen sie sich in Presidio in San Francisco nieder. Später im Laufe des Jahres wurde ihr erstes Kind, ein Sohn, geboren. 2011 folgte eine Tochter. 2013 zog Stiles mit seiner Familie nach Berkeley, Kalifornien.
2011 war er Stipendiat (Guggenheim Fellow) der John Simon Guggenheim Memorial Foundation. Stiles wurde 2012 zum Mitglied der Society of American Historians gewählt. Im Oktober 2015 wurde seine dritte Biografie, diesmal über George Armstrong Custer, an der er bereits seit 2010 gearbeitet hatte, veröffentlicht. Sein Buch Custer’s Trials: A Life on the Frontier of a New America gewann 2016 den Pulitzer-Preis für Geschichte sowie den Spur Award des Schriftstellerverbandes Western Writers of America in der Kategorie Best Western Biography.

## Veröffentlichungen
- Jesse James: Last Rebel of the Civil War (2002, Alfred A. Knopf, Inc.)
- The First Tycoon: The Epic Life of Cornelius Vanderbilt (2009, Alfred A. Knopf, Inc.)
- Custer’s Trials: A Life on the Frontier of a New America (2015, Alfred A. Knopf, Inc.)